# Flagstaff, Arizona
Acest articol se referă la orașul Flagstaff, sediul comitatului Coconino din Arizona]], Statele Unite ale Americii. Pentru alte sensuri ale cuvântului, a se vedea Flagstaff.
Flagstaff este un oraș universitar aflat în nordul statului Arizona, din sud-vestul Statelor Unite ale Americii. Este simultan și localitatea cea mai importantă a Zonei Metropolitane Statistice Flagstaff (sau ZMS, conform denominării Biroului Recensămintelor SUA, Flagstaff, Arizona Metropolitan Statistical Area). Conform estimării efectuate de United States Census Bureau în 2010, populația orașului era de 65.870 de locuitori, în timp ce populația totală a ZMS era de 89.754. Flagstaff este și reședința comitatului Coconino, un important nod de cale ferată, precum  și sediul Observatorului Lowell și al Northern Arizona University.

## Istoric, etimologie
Numele orașului comemorează un pin maiestuos din specia Pinus ponderosa care a fost folosit în chip de catarg (flagpole în engleză) al steagului folosit la sărbătorea centenarului Statelor Unite ale Americii la 4 iulie 1876 de către membrii unei organizații de cercetași originari din Boston, Massachusetts. Sărbătorirea, care s-a desfășurat pe teritoriul actual al orașului, a fost numită "Flagstaff Tea Party", ca o aluzie evidentă la revolta coloniștilor americani din rada portului Boston, din 1773, Boston Tea Party, împotriva englezilor ca urmare a taxelor practicate de coroana britanică, pe ceaiul provenit din China și India, în coloniile sale din America de Nord.

## Plasare geografică
Flagstaff se găsește la marginea sud-vestică a Platoului Colorado (conform, Colorado Plateau) și la marginea vestică a celei mai largi păduri continue de pinus ponderosa de pe planeta nostră, la o altitudine variind între 2.106 și 2.120 de m. Flagstaff se găsește sub Muntele Elden (2834 m) și în proximitatea San Francisco Peaks, un grup montan vulcanic care alcătuiește cel mai înalt lanț al Arizonei, apropiindu-se de 4.000 de metri altitudine. Grupul montan San Francisco Peaks, în română Vârfurile Sfântului Francisco, cunoscute local sub prescurtarea de alintare, "The Peaks", constau din mai multe vârfuri dintre care Humphreys, Agassiz, Fremont și Doyle sunt cele mai cunoscute. Vârful Humphreys, cunoscut și ca Muntele Humphreys, se găsește la 16 km nord de oraș, este un vulcan stins de mai bine de 70 de milioane de ani, fiind în același timp și cel mai înalt punct al Arizonei cu 3.850 m.
Doi asteroizi, 2118 Flagstaff și 6582 Flagsymphony, sunt denumiți după oraș, respectiv după orchestra sa simfonică, Flagstaff Symphony Orchestra.